# 数原龍友
数原 龍友（かずはら りゅうと、1992年12月28日 - ）は、日本の歌手。GENERATIONS from EXILE TRIBEのメンバー。
兵庫県尼崎市出身。身長170cm。血液型A型。

## 略歴
尼崎市立浜田小学校、尼崎市立大庄北中学校卒業。音楽の専門学校への進学を希望していたが、経済的な理由から断念。公立高校に入学するも3カ月ほどで中退。アルバイトをしながらEXPGに通う。
2009年、「劇団EXILEオーディション」に参加。
2010年、「VOCAL BATTLE AUDITION 2」に参加しファイナリストとなるも落選。
2011年4月、EXPG内のオーディションでGENERATIONSの候補生に選ばれた。同年春に上京。同年7月、GENERATIONSの候補メンバーとして始動。
2012年4月、GENERATIONSの正式メンバーとして始動。

## 人物
- 妹が1人いる[11]。ボートレーサーの数原魁は従兄弟である[12]。
- 小学2年から野球を始め[6]、学生時代は野球部に所属していた[10]。
- 特技はけん玉で、バラエティ番組『芸能界特技王決定戦 TEPPEN』のけん玉部門で2度優勝した[13]。
- 2021年1月に声帯ポリープの手術を受けた[14]。
- 2024年4月から6月末までの3カ月間[15]、サンディエゴに短期留学した[16]。

## 作品

### 配信シングル
| 発売日         | タイトル                            |
| 数原龍友 名義  | 数原龍友 名義                       |
| -------------- | ----------------------------------- |
| 2019年10月3日  | Nostalgie                           |
| 2020年3月4日   | もう一度君と踊りたい                |
| 2020年12月4日  | タイムカプセル                      |
| 2021年12月17日 | Love You More - From THE FIRST TAKE |
| 2022年8月15日  | Beautiful Sunset                    |
| 2024年2月10日  | 最後の雨                            |

### シングル
| 発売日        | タイトル |
| KAZ 名義      | KAZ 名義 |
| ------------- | -------- |
| 2025年7月23日 | Buddy    |

### アルバム
| 発売日        | タイトル |
| KAZ 名義      | KAZ 名義 |
| ------------- | -------- |
| 2024年12月4日 | STYLE    |

### その他のソロ曲
| 発売日         | 曲名                     | 収録作品                                                   |
| 数原龍友 名義  | 数原龍友 名義            | 数原龍友 名義                                              |
| -------------- | ------------------------ | ---------------------------------------------------------- |
| 2021年11月26日 | 笑うしかないトラジディー | V.A.『昨日より赤く明日より青く -CINEMA FIGHTERS project-』 |
| 2023年11月21日 | Better With You          | GENERATIONS『beyond the GENERATIONS』                      |

### 参加作品
| 発売日        | 曲名                   | 収録作品              |
| 数原龍友 名義 | 数原龍友 名義          | 数原龍友 名義         |
| ------------- | ---------------------- | --------------------- |
| 2022年4月13日 | So Special-Version EX- | 伶『Just Wanna Sing』 |

### 作詞
| 発売日         | 曲名               | 収録作品                                                      |
| -------------- | ------------------ | ------------------------------------------------------------- |
| 2015年2月18日  | I Remember         | GENERATIONS『GENERATION EX』                                  |
| 2016年3月2日   | ... for you        | GENERATIONS『SPEEDSTER』                                      |
| 2017年7月5日   | NEXT               | GENERATIONS『涙を流せないピエロは太陽も月もない空を見上げた』 |
| 2019年11月21日 | 心声               | GENERATIONS『SHONEN CHRONICLE』                               |
| 2020年12月4日  | タイムカプセル     | 数原龍友「タイムカプセル」                                    |
| 2021年7月14日  | Beautiful Sunset   | GENERATIONS『Up & Down』                                      |
| 2021年7月14日  | Love is ?          | GENERATIONS『Up & Down』                                      |
| 2023年3月8日   | Fiction            | GENERATIONS『X』                                              |
| 2023年3月8日   | X 〜未来への手紙〜 | GENERATIONS『X』                                              |
| 2023年11月21日 | Winter Wish        | GENERATIONS『beyond the GENERATIONS』                         |
| 2023年11月21日 | Better With You    | GENERATIONS『beyond the GENERATIONS』                         |

### タイアップ
| 曲                   | タイアップ                                         |
| -------------------- | -------------------------------------------------- |
| Nostalgie            | 映画『HiGH&LOW THE WORST』劇中歌                   |
| もう一度君と踊りたい | 朗読劇「もう一度君と踊りたい」劇中歌               |
| タイムカプセル       | ドラマ『6 from HiGH&LOW THE WORST』挿入歌          |
| 最後の雨             | ドラマ『離婚しない男-サレ夫と悪嫁の騙し愛-』挿入歌 |
| Second Wave          | ドラマ『あらばしり』オープニング主題歌             |

## ライブ

### 単独
- RYUTO KAZUHARA Billboard Live 2023[20]
  - 12月26日：神奈川・ビルボードライブ横浜
  - 12月28日：大阪・ビルボードライブ大阪
- KAZ Billboard Live 2024 STYLE[1]
  - 12月12日：東京・ビルボードライブ東京
  - 12月24日：大阪・ビルボードライブ大阪
  - 12月28日：神奈川・ビルボードライブ横浜

### 合同
- VOCAL BATTLE AUDITION Presents "VOCAL BATTLE STAGE 2014"（2014年4月24日 - 4月25日）[21]

## 出演

### ラジオ
- TOKYO VAGABOND（2016年11月 - 2018年3月、J-WAVE） - 木曜ナビゲーター

### 配信番組
- 格闘DREAMERS（2021年3月 - 5月、ABEMA） - ナビゲーター兼サポーター[22]
  - 格闘DREAMERS SEASON:2（2022年2月 - 4月） - 格闘サポーター[23]

### 舞台
- BOOK ACT FINAL「数原龍友のアドリブックアクト」（2024年2月）[24]

### CM
- モイスト・ダイアン「エクストラシャイン」（2015年）

### 声優
- レジェンド・オブ・トゥモロー（2016年） - グラント・ウィルソン / 二代目デスストローク〈ジェイミー・アンドリュー・カトラー〉 役[25]

### 連載
- Net ViVi「肉と恋」（2020年11月 - 12月）[26]

### その他
- 焼肉屋「牛恋」牛恋ブラザー（2021年 - 2022年）[27]
- アイウェアブランド「The Silent Soul」公式アンバサダー（2023年）[28]

## 書籍

### フォトエッセイ
- ついてきて（2024年8月8日、講談社）ISBN 978-4-06-536748-3